# Antonius Felix
Antonius Felix (peut-être Marcus Antonius Felix ou Claudius Felix selon Flavius Josèphe) est d'abord procurateur de Samarie depuis une date inconnue, puis procurateur de Judée de 52 à 60.

## Son nom
Il est appelé Antonius Felix par Tacite et Claudius Felix par Flavius Josèphe. Les Actes des Apôtres et Eusèbe de Césarée l'appellent seulement Felix. Antonius Felix signifierait que comme son frère Pallas, il est un esclave affranchi de la mère de l'empereur romain Claude, Antonia Minor,. Flavius Josèphe en l'appelant Claudius Felix le considère comme affranchi de Claude,. Pour Christian Settipani, la question de savoir s'il s'appelait Antonius Felix ou Claudius Felix n'est toujours pas tranchée.

## Éléments de biographie
Antonius Felix ou Claudius Felix est le frère de Pallas,. Tacite, indique que son frère Pallas était un des descendants de la famille royale d'Arcadie (Grèce). Celui-ci est secrétaire du trésor durant les règnes des empereurs Claude et Néron et l'un des hommes les plus riches et les plus influents à l'époque de Claude. Protégé par son frère, Felix devient un des favoris de l'empereur, qui lui confie le commandement de cohortes, puis le nomme procurateur de la province romaine de Judée.

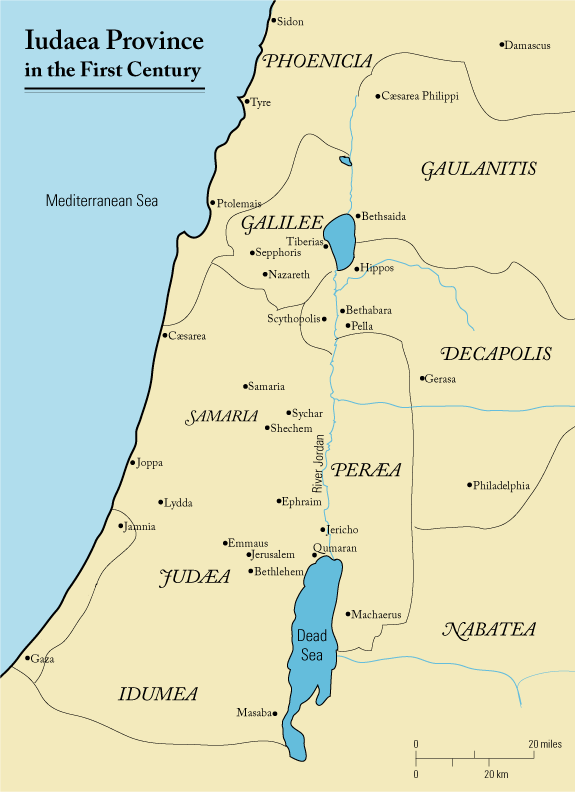
Judée, Galilée et Samarie au Ier siècle

Selon Flavius Josèphe, Felix devient gouverneur de Judée en 52, succédant à Ventidius Cumanus, qui gouvernait la province depuis 47 ou 48. Toutefois selon Tacite, il aurait été dans un premier temps, procurateur de Samarie, pendant que Cumanus gouvernait encore la Galilée. Cette indication semble confirmée par Eusèbe de Césarée. Selon E. Mary Smallwood, sa nomination comme procurateur de Judée, alors qu'il était procurateur de Samarie pourrait avoir un lien avec les importants affrontements qui se produisent entre Juifs et Samaritains et le meurtre d'un important Galiléen, attaqués et tués près du district d'Acrabatène.
Suétone dit qu'il fut le mari de trois reines. La première Drusilla était sans doute fille de Ptolémée de Maurétanie et arrière-petite-fille de la grande Cléopâtre et de Marc Antoine. La deuxième est inconnue. La troisième est Drusilla, une princesse juive, fille du roi Agrippa Ier (mort en 44) et sœur du roi Agrippa II.
Lorsque son frère Agrippa II est devenu roi de l'ancienne tétrarchie de Philippe, vers 53, Drusilla a cassé l'engagement de mariage qui avait été pris par son père à l'égard d'Antiochus Épiphane. Elle s'est alors mariée au roi Aziz d'Émèse, à la condition posée par Agrippa II qu'il se fasse circoncire,. Selon Flavius Josèphe, Drusilla, « extrêmement belle », ne tarde pas à séduire Antonius Felix, devenu procurateur de Judée. « Mais Félix n'a pas à subir la circoncision ; c'est Drusilla qui renie sa religion. » Drusilla s'enfuit avec Félix, qui la fait divorcer pour l'épouser, et elle lui donne un fils nommé Agrippa. Ces événements ont fait scandale à l'époque.
Selon Tacite, Félix « exerce le pouvoir d'un roi avec l'esprit d'un esclave », accumulant débauches et cruautés. En 52, il laisse les violences se développer entre les Samaritains, sous sa juridiction, et les Galiléens, sous la juridiction du procurateur Ventidius Cumanus. Comme Felix et Cumanus ne parviennent pas à ramener l'ordre avec leurs soldats, Claude missionne le gouverneur de Syrie Quadratus pour sévir contre les fauteurs de troubles, et aussi contre les procurateurs irresponsables. Selon Tacite, Quadratus ménage Félix en le nommant juge, et ne condamne que Cumanus. Flavius Josèphe donne une version un peu différente : Cumanus est envoyé à Rome pour comparaître devant Claude, puis exilé, et Felix lui succède alors comme procurateur de Judée.
Felix doit réprimer les brigandages endémiques, et les prophètes qui agitent le pays et menacent de créer une situation insurrectionnelle. Selon Flavius Josèphe, il paie des sicaires pour assassiner le grand-prêtre Jonathan, qui critiquait constamment sa mauvaise administration de la Judée. Après cet attentat, les sicaires multiplient leurs actions violentes.
C'est devant lui que comparut Paul de Tarse, appréhendé à Jérusalem, accusé d'impiété par Tertulle et menacé d'exécution sommaire par ses adversaires; Ne pouvant obtenir une accusation précise et légale contre Paul qui avait de plus la qualité de citoyen romain, il le retint deux ans en prison à Césarée, lui permettant de recevoir les visites de ses proches. Selon les Actes des Apôtres, Felix et son épouse Drusilla se seraient entretenus plusieurs fois avec Paul, interrompant les rencontres lorsque Paul aborda les questions de moralité. Toujours selon les Actes, Felix aurait retenu Paul pour plaire aux Juifs. Il aurait aussi été « fort exactement informé de ce qui concerne la Voie » de Jésus (Ac 24:22).
En 60, des émeutes opposent à Césarée des Juifs et des Syriens, que Felix réprime durement avec ses soldats. Une délégation des Juifs de Césarée rencontre Néron et accuse Felix d'injustices envers les Juifs, mais ce dernier est protégé par son frère Pallas, encore influent. Il est remplacé par Porcius Festus.

## Procurateur de Samarie
Selon Flavius Josèphe, Felix devient gouverneur de Judée en 52, succédant à Ventidius Cumanus, qui gouvernait la province depuis 47 ou 48. Toutefois d'après Tacite, il aurait été dans un premier temps, procurateur de Samarie, pendant que Cumanus gouvernait encore la Galilée. Pour Eusèbe de Césarée, l'empereur Claude l'aurait nommé « procurateur de tout le pays de Samarie et de Galilée, et en outre du pays appelé Pérée. ».
Il y a donc là trois sources qui disent des choses différentes. Le fait qu'il ait été procurateur de Samarie avant d'être nommé procurateur de Judée semble pourtant établi par les attestations convergentes de Tacite et Eusèbe.
E. Mary Smallwood, a émis l'hypothèse qu'à la suite des importants affrontements qui se produisent entre Juifs et Samaritains, qui virent à une quasi guerre, confronté aux plaintes des deux parties et notamment aux plaintes des autorités juives contre Cumanus, le légat de Syrie, Ummidius Quadratus (en) aurait détaché provisoirement la Samarie du reste de la province et celle-ci aurait été confiée à Felix, le temps de faire une enquête complète. Cette situation de guerre entre Juifs et Samaritains intervient après le meurtre de pèlerins dont un important Galiléen, attaqués et tués près du district d'Acrabatène. À l'annonce du meurtre de ce personnage, les juifs abandonnent les fêtes de pessah à Jérusalem et se précipitent à Césarée pour demander justice à Cumanus. Mais celui-ci s'est laissé acheter par les meurtriers et refuse de prendre la défense des Juifs.

### Historiens
- Christian-Georges Schwentzel, Hérode le Grand, Pygmalion, Paris, 2011  (ISBN 9782756404721)
- (en) E. Mary Smallwood, The Jews under Roman Rule: From Pompey to Diocletian: A Study in Political Relations, Brill, 2001  (ISBN 9780391041554)
- Sir W. M. Ramsay, St Paul the Traveller

### Sources antiques
- Flavius Josèphe, Guerre des Juifs, livre II, XII, 8 (247).
- Flavius Josèphe, Antiquités judaïques, livre XX, VII, 1 ; livre XX, VII, 2 et livre XX, VIII, 5 (160).
- Tacite, Histoires, livre V, 9.
- Tacite, Annales, livre XII, 53.
- Tacite, Annales, livre XII, 54, 1s.
- Suétone, Vie de Claude, 28.
- Aurelius Victor, Épitomé, IV.
- Nouveau Testament, Actes des Apôtres, 23 : 24 à 35 et 24 : 21 à 37.